# نجیب ممیلی
نجیب ممیلی (ترکی استانبولی: Necip Memili؛ زاده ۲۷ مه ۱۹۸۰ در آدانا) هنرپیشه و کارگردان اهل ترکیه است. وی از سال ۲۰۰۵ میلادی تا به کنون مشغول به فعالیت بوده‌است. از فیلم‌های مهمی که او در ان نقش داشته می‌توان به دیلا خانم ، ماه پيكر ، ماه کامل، عمارت سراب و آرزوی عروسک پارچه ایو سریال آشفته اشاره کرد اما بیشتر شهرت او مربوط به سریال گودال در نقش جومالی کوچوالی است که در قسمت نخست از فصل دوم این سریال به جمع کادر بازیگران اصلی اضافه شد.‌ او در سریال اوچ کوروش یا سه سکه از قسمت ۲۰ در نقش کلیچ پسر بایراس بازی کرده است. اکنون قرار است به زودی در سریال خاک های بی قانون به عنوان یکی از بازیگران اصلی سریال نقش آفرینی کند.